# Lancer du poids féminin aux championnats du monde d'athlétisme en salle 2012
Navigation
2010 2014
Le lancer du poids féminin des Championnats du monde en salle 2012 a lieu le 10 mars dans l'Ataköy Athletics Arena.

## Podiums
| Or                             | Argent                     | Bronze                      |
| Valerie Adams Nouvelle-Zélande | Michelle Carter États-Unis | Jillian Camarena États-Unis |

## Records et performances

### Records
Les records du lancer du poids femmes (mondial, des championnats et par continent) étaient avant les championnats 2012, les suivants :
| Record du monde           | Helena Fibingerová        | Tchécoslovaquie  | 22,50 m | Jablonec     | 20 février 1977 |
| Record des championnats   | Valerie Adams             | Nouvelle-Zélande | 20,49 m | Doha         | 14 mars 2010    |
| Record d'Afrique          | Vivian Chukwuemeka        | Nigeria          | 18,13 m | Flagstaff    | 4 mars 2006     |
| Record d'Asie             | Sui Xinmei                | Chine            | 21,10 m | Pékin        | 3 mars 1990     |
| Record d'Amérique du Nord | Jillian Camarena-Williams | États-Unis       | 19,89 m | Fayetteville | 11 février 2012 |
| Record d'Amérique du Sud  | Elisângela Adriano        | Brésil           | 18,33 m | Le Pirée     | 24 février 1999 |
| Record d'Europe           | Helena Fibingerová        | Tchécoslovaquie  | 22,50 m | Jablonec     | 20 février 1977 |
| Record d'Océanie          | Valerie Vili              | Nouvelle-Zélande | 20,49 m | Doha         | 14 mars 2010    |

### Bilans mondiaux
Les bilans mondiaux avant la compétition étaient :
| - | Nadzeya Ostapchuk         | Biélorussie | 20,70 m |
| 1 | Jillian Camarena-Williams | États-Unis  | 19,89 m |
| 2 | Yevgeniya Kolodko         | Russie      | 19,47 m |
| 3 | Nadine Kleinert           | Allemagne   | 19,33 m |
| 5 | Michelle Carter           | États-Unis  | 19,27 m |
| 5 | Natallia Mikhnevich       | Biélorussie | 19,15 m |
| 5 | Christina Schwanitz       | Allemagne   | 19,15 m |
| 7 | Alena Kopets              | Biélorussie | 18,90 m |
| 8 | Irina Tarasova            | Russie      | 18,76 m |
| 9 | Yevgeniya Solovyova       | Russie      | 18,71 m |

## Résultats
Convaincue de dopage, la Biélorusse Nadzeya Astapchuk, initialement deuxième de l'épreuve, perd tous ses résultats réalisés depuis 2005. La médaille d'argent est donc réattribuée à l'Américaine Michelle Carter et la médaille de bronze à l'autre Américaine Jillian Camarena.

### Finale
| Rang | Athlète                   | Pays             | 1er essai | 2e      | 3e      | 4e      | 5e      | 6e      | Meilleur | Notes |
| ---- | ------------------------- | ---------------- | --------- | ------- | ------- | ------- | ------- | ------- | -------- | ----- |
| 1    | Valerie Adams             | Nouvelle-Zélande | x         | 20,48 m | x       | 20,41 m | 20,29 m | 20,54 m | 20,54 m  | AR    |
| DQ   | Nadzeya Astapchuk         | Biélorussie      | 20,20 m   | x       | 20,12 m | x       | 20,42 m | x       | 20,42 m  |       |
| 2    | Michelle Carter           | États-Unis       | 18,88 m   | 19,36 m | 19,58 m | 19,30 m | 18,66 m | x       | 19,58 m  | SB    |
| 3    | Jillian Camarena-Williams | États-Unis       | 18,70 m   | 19,44 m | x       | 19,32 m | x       | 19,24 m | 19,44 m  |       |
| 4    | Nadine Kleinert           | Allemagne        | 19,11 m   | 19,29 m | 19,27 m | x       | x       | 18,91 m | 19,29 m  |       |
| 5    | Liu Xiangrong             | Chine            | 17,89 m   | x       | 18,04 m | x       | x       | 18,63 m | 18,63 m  | SB    |
| 6    | Yevgeniya Kolodko         | Russie           | 17,61 m   | 17,41 m | 17,88 m | 18,09 m | 18,17 m | 18,57 m | 18,57 m  |       |
| 7    | Irina Tarasova            | Russie           | 18,10 m   | 18,19 m | 18,28 m | 18,26 m | 18,54 m | x       | 18,54 m  |       |

### Qualifications
| Rang | Athlète                   | Pays             | 1er essai | 2e      | 3e      | Meilleur | Notes |
| ---- | ------------------------- | ---------------- | --------- | ------- | ------- | -------- | ----- |
| 1    | Valerie Adams             | Nouvelle-Zélande | 19,43 m   | -       | -       | 19,43 m  | Q     |
| DQ   | Nadzeya Astapchuk         | Biélorussie      | 19,26 m   | -       | -       | 19,26 m  |       |
| 2    | Jillian Camarena-Williams | États-Unis       | x         | 19,11 m |         | 19,11 m  | Q     |
| 3    | Nadine Kleinert           | Allemagne        | 19,00 m   | -       | -       | 19,00 m  | Q     |
| 4    | Michelle Carter           | États-Unis       | 18,61 m   | -       | -       | 18,61 m  | Q     |
| 5    | Irina Tarasova            | Russie           | 18,33 m   | 18,49 m | 18,57 m | 18,57 m  | q     |
| 6    | Yevgeniya Kolodko         | Russie           | 18,28 m   | 18,52 m | 18,36 m | 18,52 m  | q     |
| 7    | Liu Xiangrong             | Chine            | 18,29 m   | x       | 18,13 m | 18,29 m  | q     |
| 8    | Alena Kopets              | Biélorussie      | 17,80 m   | x       | x       | 17,80 m  |       |
| 9    | Christina Schwanitz       | Allemagne        | 17,19 m   | x       | 17,58 m | 17,58 m  |       |
| 10   | Misleydis González        | Cuba             | 17,17 m   | 17,12 m | 17,32 m | 17,32 m  |       |
| 11   | Leila Rajabi              | Iran             | 16,98 m   | 17,29 m | 17,08 m | 17,29 m  |       |
| 12   | Paulina Guba              | Pologne          | 16,72 m   | 16,92 m | 17,15 m | 17,15 m  |       |
| 13   | Jessica Cérival           | France           | 15,89 m   | 16,18 m | 16,47 m | 16,47 m  |       |
| 14   | Úrsula Ruiz               | Espagne          | x         | 16,43 m | 15,70 m | 16,43 m  |       |
| 15   | Halyna Obleshchuk         | Ukraine          | 16,15 m   | 16,39 m | 16,13 m | 16,39 m  |       |
| 16   | Emel Dereli               | Turquie          | 16,02 m   | x       | 15,99 m | 16,02 m  |       |
| —    | Radoslava Mavrodieva      | Bulgarie         | x         | x       | x       | NM       |       |

## Légende
Records et Performances
- AR : Record continental (area record)
- CR : Record des championnats (championship record)
- MR : Record du meeting (meet record)
- NR : Record national (national record)
- OR : Record olympique (olympic record)
- PR : Record paralympique (paralympic record)
- PB : Record personnel (personal best)
- SB : Meilleure performance personnelle de la saison (season's best)
- WL : Meilleure performance mondiale de l'année (world leader)
- WJR : Record du monde junior (world junior record)
- WR : Record du monde (world record)

Circonstances et Conditions
- DNF : N'a pas terminé (did not finish)
- DNS : N'a pas pris le départ (did not start)
- DQ : Disqualification (disqualification)
- NM : Aucun essai valable enregistré (No Mark)
- Q : Qualifié « directement » au prochain tour (ou à la prochaine compétition), lors d'une compétition majeure, grâce au classement ou à la réalisation des minima (automatic qualifier)
- q : Qualifié au prochain tour (ou à la prochaine compétition), lors d'une compétition majeure, grâce au repêchage ou à la réalisation de l'une des meilleures performances parmi celles des « non qualifiés directement » (grâce au meilleur temps ou à la meilleure distance par exemple) (secondary qualifier)